# Styloperla jiangxiensis
Styloperla jiangxiensis är en bäcksländeart som beskrevs av Yang, J. och Ding Yang 1990. Styloperla jiangxiensis ingår i släktet Styloperla och familjen Styloperlidae. Inga underarter finns listade i Catalogue of Life.